# Allocareproctus jordani
Allocareproctus jordani is een  straalvinnige vissensoort uit de familie van slakdolven (Liparidae). De wetenschappelijke naam van de soort is voor het eerst geldig gepubliceerd in 1930 door Burke.